# محمد بن مسلمه
محمد بن مسلمه (به عربی: محمد بن مسلمة الأنصاری؛ حدود ۵۸۸ یا ۵۹۱ – حدود ۶۶۳ یا ۶۶۶ میلادی) از اصحاب محمد پیامبر اسلام بود. او به «شهسوار رسول‌الله» شهرت داشت. کنیه او ابوعبدالله یا ابوعبدالرحمن بود. ابن مسلمه پیش از هجرت محمد اسلام آورد. او در همه جنگ‌ها و غزوه‌های پیامبر به جز غزوه تبوک حضور داشت چراکه در غزوه تبوک به عنوان والی و جانشین محمد در شهر مدینه منصوب شد.: 349 در دوران خلافت راشدین، ابن مسلمه در فتح مصر توسط مسلمانان که به رهبری زبیر بن عوام بود شرکت داشت. در دوران خلافت عمر بن خطاب، وی به عنوان کارگزار شخصی عمر برای نظارت بر والیانش مسئولیت یافت.

## نبرد خیبر

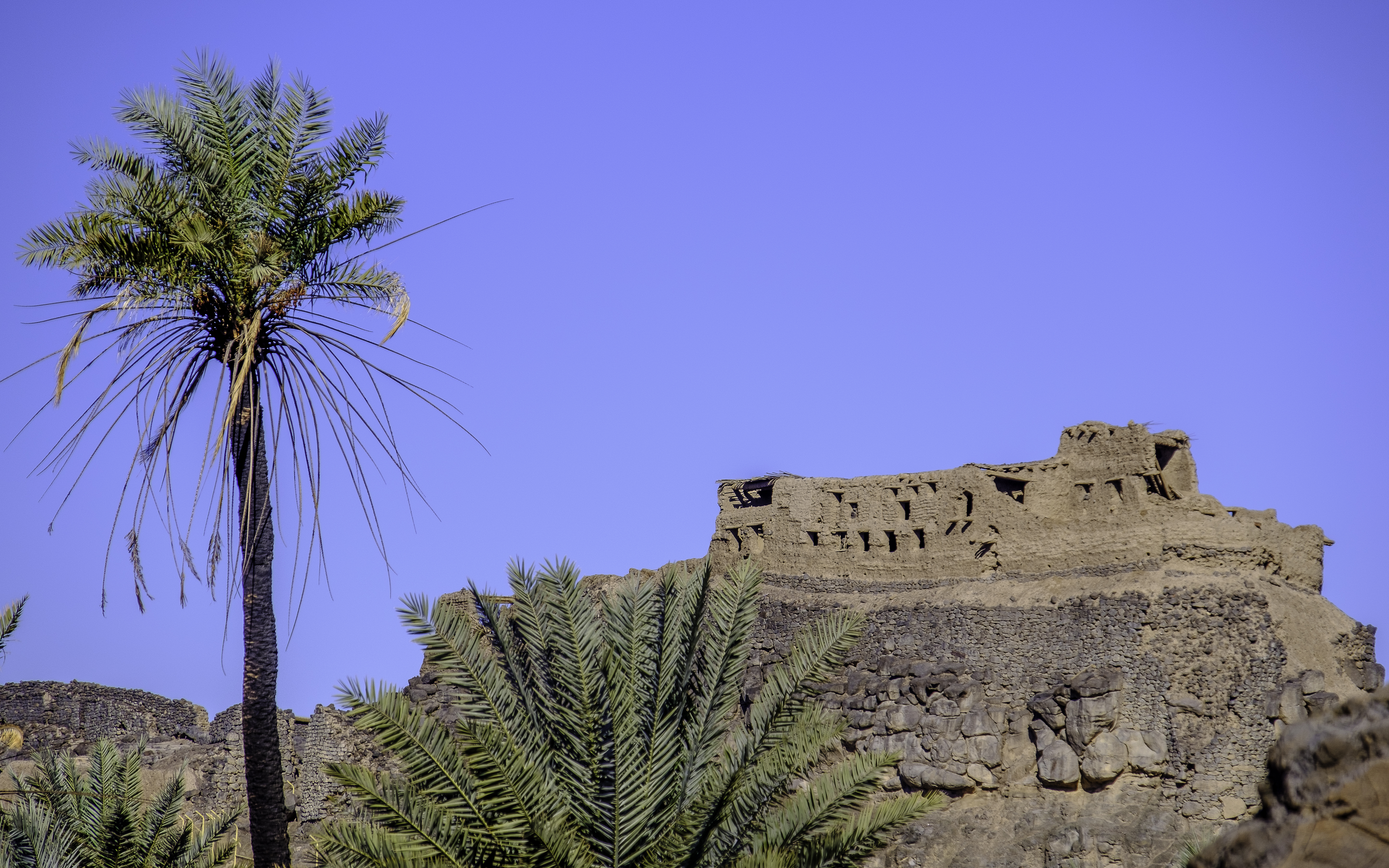
یکی از قلعه‌های خیبر

این محمد بن مسلمه بود که در نبرد خیبر (ژوئیه سال ۶۲۸ میلادی) بهترین مکان را برای اردو زدن مسلمانان انتخاب نمود. در روز نخست جنگ، برادرش محمود در حالی که در سایه قلعه نعیم نشسته بود، مجروح شد. ظاهراً مرحب جنگجوی یهودی در داخل قلعه سنگ آسیابی را به بر سر محمود انداخته و او پس از سه روز بر اثر همان جراحت مرد، در این مدت ابن مسلمه به محمود برادرش قول داد که از دختران او نگهداری کند.
در همان روز، ابن مسلمه با کشتن قاتل برادرش که یک جنگجوی یهودی به نام مرحب بود، انتقام برادرش را گرفت، در یک نبرد سخت میان مرحب یهودی و ابن مسلمه مسلمان که شدت آن به حدی بود که درختان خرما در باغ بیرون از دیوار قلعه، به‌طور کامل بریده شدند. نبرد در حالی پایان یافت که ابن مسلمه موفق شد یکی از پای مرحب را قطع کند. در این زمان علی بن ابی طالب به طمع غنیمت پیش دستی کرده و سر مرحب را برید. این باعث شد که علی بتواند غنایم را برای خود بگیرد، که پس از آن ابن مسلمه به نزد محمد رفت تا از علی به پیامبر شکایت کند چون غنایم پاداش کشتن مرحب سهم او بود نه علی. (علی فقط سر مرحب یهودی را برید در حالی که ابن مسلمه بود که با او جنگیده و او را شکست داده بود) و پس از آنکه آن‌ها اختلاف خود را به محمد پیامبر اسلام ارجاع دادند، پیامبر اسلام حق را به ابن مسلمه داد و شمشیر، سپر، کلاه و زره مرحب را به ابن مسلمه تحویل داد. لازم به ذکر است که این داستان مورد تایید شیعیان نیست. چرا که قول مشهور کشته شدن مرحب به دست علی بن ابیطالب است و همچنین این داستان با رویه علی بن ابیطالب در دوری گزینی از مادیات سازگار نست. همچنین محمد بن مسلمه قبلا در سریه ي «کعب بن  اشرف » او از ترس، سه شبانه روز آب و غذا نخورد و به وحشت وى پیامبر  اعتراض کرد. بنابراین چنین شجاعتی از وی در کشتن مرحب بعید است.
بعدها ابن مسلمه یک قهرمان یهودی دیگر به نام یوسر را نیز کشت و همچنین در گروه کسانی که هنگام محاصره قلعه الصعب بن، سپر حضرت محمد را سپر کردند شرکت کرد. معاذ. پس از جنگ، کنانه بن ربیع توسط زبیر بن عوام شکنجه شد، به این امید که او بگوید گنجینه خاندان ابوالحقایق را در کجا پنهان کرده و جای آن گنج را به محمد نشان دهد. پس از شکنجه‌های فراوان هنگامی که کنانه دیگر قادر به صحبت نبود، محمد به زبیر دستور داد که او را به ابن مسلمه بسپارد. به ابن مسلمه اجازه داده شد که سر کنانه را ببرد.